# Estância termal

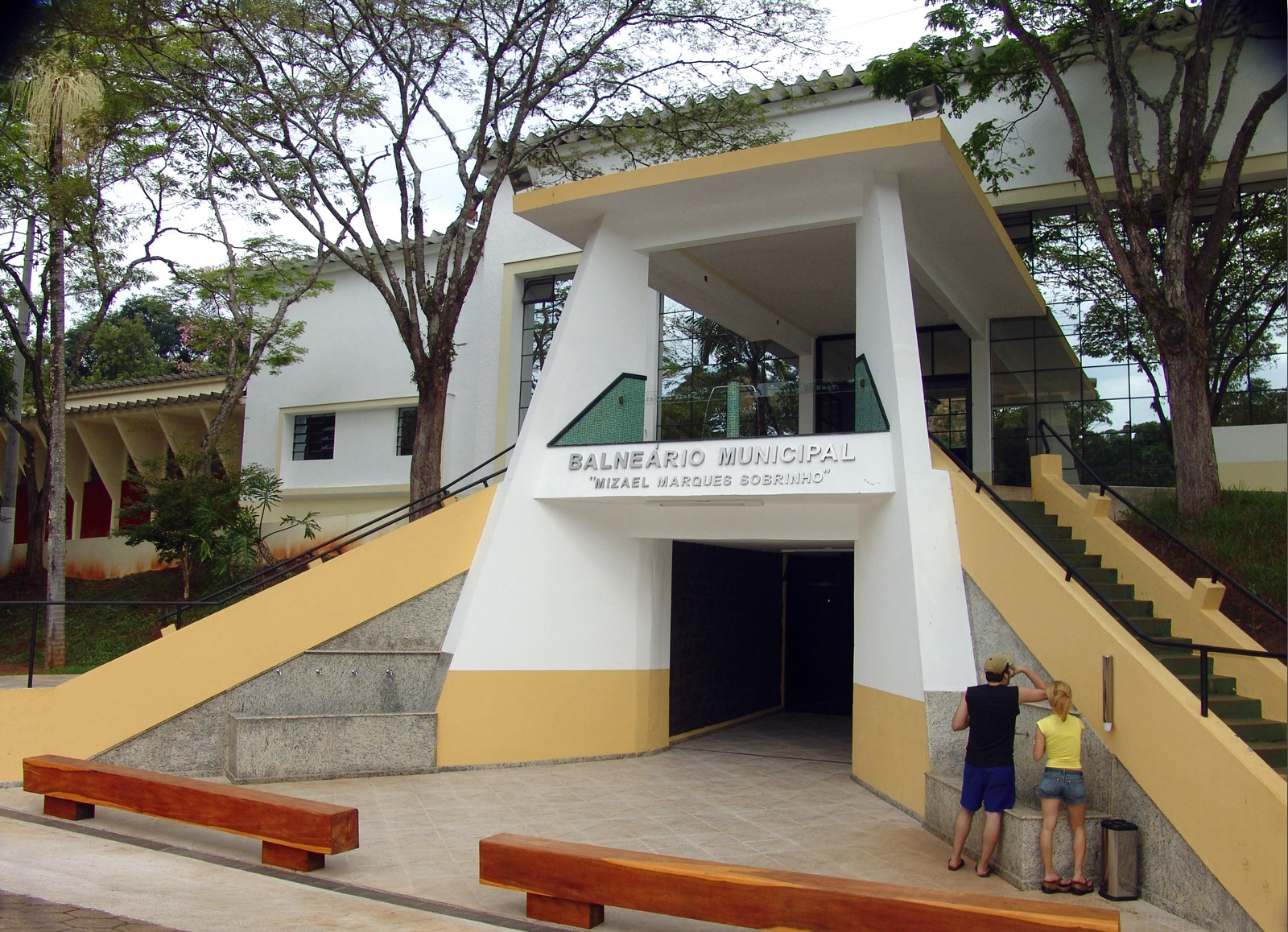
Balneário na cidade de Águas de Santa Bárbara (SP), Brasil

Estância termal, ou termas, também conhecidas como estância hidromineral ou cidade-spa, é a designação dada a um complexo turístico de características particulares, cujo objectivo é facultar as condições necessárias ao desenvolvimento de terapias com águas minerais em especial águas termais, da própria região, através de  banhos de imersão, jacto de água, vapor ou ainda ingerindo essa mesma água quando lhe são reconhecidas propriedades medicinais.
O nome de terma vem do latim therma, nome dado pelos antigos Romanos aos estabelecimentos onde realizavam seus banhos públicos, costume que era muito apreciado.
Dispondo em boa parte de instalações desportivas e um ambiente relaxante, o sucesso dos tratamentos e a cura para as maleitas do corpo é um facto consumado. Embora a maioria encerre durante a época baixa (Inverno), no caso das Caldas de Chaves e da Curia permanecem abertas durante todo o ano.

## Segmentos
A atividade termal divide-se em dois segmentos completamente distintos quer na operação, quer no público-alvo:
- Termalismo clássico (terapêutico e convencional)
- Termalismo de bem-estar e lazer.

O termalismo clássico representa mais de 85% do volume de negócios do mercado.

## Europa
O mercado europeu consiste em mais de 1400 destinos termais, correspondendo a cerca de 10.000 balneários, spas com recursos naturais e centros
de talassoterapia.

## Em Portugal
Em Portugal, existem 46 estabelecimentos termais em funcionamento, a grande maioria nas regiões centro e norte do país
O Norte de Portugal particularmente desenvolveu várias estâncias termais, em resposta ao entusiasmo dos Portugueses e estrangeiros pelas águas termais portuguesas e o recurso a férias saudáveis mantendo desta forma uma tradição milenar que remonta ao período de ocupação Romana.

A sul, no Algarve, encontra-se a internacionalmente reconhecida estância termal das Caldas de Monchique.
A região de Viseu Dão Lafões tem a maior concentração de estâncias termais do país.